# Cleora indiga
Cleora indiga är en fjärilsart som beskrevs av Fletcher 1953. Cleora indiga ingår i släktet Cleora och familjen mätare. Inga underarter finns listade i Catalogue of Life.